# Lelde
Lelde ist ein lettischer weiblicher Vorname. Namenstag ist der 19. Dezember.
Der Name ist eine Erfindung des lettischen Dramatikers Jānis Pliekšāns (Rainis) für das Stück "Spēlēju, dancoju".

## Namensträgerinnen
- Lelde Gasūna (* 1990), lettische Skirennläuferin
- Lelde Priedulēna (* 1993), lettische Skeletonpilotin
- Lelde Ceriņa, lettische Influencerin
- Lelde Dreimane (* 1989), lettische Schauspielerin